# Карантин
Контумац или карантин (лат. quarentena) једна је од епидемиолошких мера којим се спречава ширење заразних болести путем изолације оболелих или инфицираних од осталих здравих особа. Контумац је уједно и локација на који се издвајају особе за које се сумња да су оболели од неке заразне болести или само постојиф опасност да су оболели.
Српска реч за карантин је контумац. Туђица у српском језику настала је од латинске речи quarentena (четрдесет), јер је изолација трајала обично четрдесет дана.
Наиме венецијанске власти су 1423. године установиле изолацију болесних или сумњивих да су болесни у трајању од 40 дана на једном острву у Венецијанском заливу.
Сматрало се да све заразне болести имају инкубацију мању од 40 дана. Овај временски период није одређен искуством већ на основу библијских података, јер су и Мојсије и Исус 40 дана живели изоловани у пустињи.
За контумац се обично бира зграда у којој су потом смештени оболели или потенцијални болесници. Улаз и излаз, осим медицинском особљу, које је опет подвргнуто строгим хигијенским и дезинфекционим поступцима, је забрањен. Међутим и цела села или сличне територије могу бити су стављене у контумац.
У осамнаестом, деветнаестом веку нормална појава на граничним прелазима је била зграда контумац у којој би се смештали путници који су долазили из земље где је постојала епидемија неке заразне болести.
У Панчеву је, примера ради, изграђен контумац још 1726, а у Земуну 1730. Основни разлог је био низак ниво хигијене у областима под турском управом. У панчевачком контумцу људи су остајали 10 дана, 21 или 42 дана а роба 40 дана. У време епидемија ангажоване су посебне кордонске јединице са циљем да спрече илегалне преласке границе и уношење болести. Овај контумац је био у функцији око 130 година.
Најсвежији случајеви стављања потенцијално оболелих забележени су у зиму 2006. када је због сумње на "птичији грип" на неколико локација у Србији, било потребно успостављање контумца.
Контумаца у Србији било је и за време епидемије великих богиња 1972. године.
Одељења у болницама где су смештени пацијенти са заразним болестима имају третман који је предвиђен за контумац.
Као међународне карантинске болести према интернационалним здравственим прописима из 1974. године важе: куга, колера, жута грозница и велике богиње.